# Muromonab-CD3
O muromonab-CD3 (nome comercial: Orthoclone-OKT3) é um anticorpo monoclonal murino dirigido contra o antígeno CD3 de células T humanas e que possui ação imunossupressora.
É utilizado principalmente no tratamento da rejeição aguda ao transplante renal.